# Tutorozetes termophilus
Tutorozetes termophilus är en kvalsterart som beskrevs av Hammer 1967. Tutorozetes termophilus ingår i släktet Tutorozetes och familjen Ceratozetidae. Inga underarter finns listade i Catalogue of Life.